# La Chapelle-Bertrand
La Chapelle-Bertrand és un municipi francès situat al departament de Deux-Sèvres i a la regió de la Nova Aquitània. L'any 2007 tenia 491 habitants.

## Demografia

### Població
El 2007 la població de fet de La Chapelle-Bertrand era de 491 persones. Hi havia 188 famílies de les quals 30 eren unipersonals (15 homes vivint sols i 15 dones vivint soles), 69 parelles sense fills, 77 parelles amb fills i 12 famílies monoparentals amb fills.
La població ha evolucionat segons el següent gràfic:
Habitants censats

### Habitatges
El 2007 hi havia 214 habitatges, 188 eren l'habitatge principal de la família, 12 eren segones residències i 14 estaven desocupats. 209 eren cases i 3 eren apartaments. Dels 188 habitatges principals, 157 estaven ocupats pels seus propietaris, 24 estaven llogats i ocupats pels llogaters i 7 estaven cedits a títol gratuït; 1 tenia una cambra, 3 en tenien dues, 12 en tenien tres, 46 en tenien quatre i 126 en tenien cinc o més. 157 habitatges disposaven pel capbaix d'una plaça de pàrquing. A 65 habitatges hi havia un automòbil i a 117 n'hi havia dos o més.

### Piràmide de població
La piràmide de població per edats i sexe el 2009 era:
| Homes | Edats   | Dones |
| ----- | ------- | ----- |
| 0     | 95 o +  | 0     |
| 4     | 90 a 94 | 0     |
| 0     | 85 a 89 | 0     |
| 4     | 80 a 84 | 0     |
| 8     | 75 a 79 | 8     |
| 8     | 70 a 74 | 8     |
| 8     | 65 a 69 | 16    |
| 12    | 60 a 64 | 8     |
| 8     | 55 a 59 | 12    |
| 24    | 50 a 54 | 12    |
| 20    | 45 a 49 | 32    |
| 32    | 40 a 44 | 24    |
| 4     | 35 a 39 | 12    |
| 12    | 30 a 34 | 4     |
| 4     | 25 a 29 | 8     |
| 12    | 20 a 24 | 8     |
| 12    | 15 a 19 | 28    |
| 32    | 10 a 14 | 20    |
| 0     | 5 a 9   | 4     |
| 0     | 0 a 4   | 0     |

## Economia
El 2007 la població en edat de treballar era de 330 persones, 249 eren actives i 81 eren inactives. De les 249 persones actives 231 estaven ocupades (124 homes i 107 dones) i 18 estaven aturades (5 homes i 13 dones). De les 81 persones inactives 42 estaven jubilades, 20 estaven estudiant i 19 estaven classificades com a «altres inactius».

### Ingressos
El 2009 a La Chapelle-Bertrand hi havia 196 unitats fiscals que integraven 513 persones, la mediana anual d'ingressos fiscals per persona era de 17.658 €.

### Activitats econòmiques
Dels 15 establiments que hi havia el 2007, 1 era d'una empresa de fabricació de material elèctric, 4 d'empreses de construcció, 6 d'empreses de comerç i reparació d'automòbils, 1 d'una empresa financera i 3 d'empreses de serveis.
Dels 5 establiments de servei als particulars que hi havia el 2009, 1 era un taller de reparació d'automòbils i de material agrícola, 1 paleta, 1 lampisteria, 1 empresa de construcció i 1 restaurant.
L'any 2000 a La Chapelle-Bertrand hi havia 34 explotacions agrícoles que ocupaven un total de 1.738 hectàrees.

## Poblacions més properes
El següent diagrama mostra les poblacions més properes.